# Pedro de Luján
Pedro de Luján (n.Sevilla en el siglo XVI-f.post.1563) escritor, editor, abogado y erasmista español.

## Biografía
Nació en Sevilla al inicio del reinado de Carlos, hijo de un bordador. Cursó estudios en Alcalá de Henares, en cuya universidad se graduó de Licenciado. De vuelta a su ciudad natal, ejerció como abogado en la Real Audiencia de Sevilla.
En 1546 publicó el duodécimo libro de la serie de Amadís de Gaula, Silves de la Selva, reimpreso en 1549, y en 1550 la obra Coloquios matrimoniales, impresa por primera vez en Sevilla en 1550 y reimpresa en numerosas oportunidades.
Fue impresor de libros de 1550 a 1560, y heredó la imprenta que tenía en Sevilla su tío político Dominico de Robertis, esposo de una hermana de su madre. 
Además, con su nombre y como obra propia se publicó en  español el libro de caballerías Leandro el Bel, impreso por primera vez en Toledo en 1563,  que Luján dedicó a Juan Claros de Guzmán, conde de Niebla. Este libro había sido publicado en italiano en 1560 con el título de Leandro il bello y atribuido a Pietro Lauro. Durante mucho tiempo los estudiosos españoles de los libros de caballerías lo consideraron obra de Luján, hasta que el erudito Henry Thomas en su estudio sobre los libros de caballerías llegó a la conclusión de que el original era italiano. Sin embargo, todavía es una cuestión que no ha sido claramente dilucidada, ya que recientemente hay estudios que consideran que el original fue escrito en castellano y la edición italiana sea una traducción, ya sea de un manuscrito o de una edición de la que no han sobrevivido ejemplares. 